# Mesa Central de Chiapas
La Mesa Central de Chiapas es una meseta emplazada en México. Se encuentra en el estado de Chiapas, en el sureste del país, a 800 km al este de la capital, Ciudad de México.
La temperatura media anual en la zona es de 17 °C. El mes más caluroso es abril, cuando la temperatura media es de 22 °C, y el más frío es octubre, con 14 °C. La precipitación promedio anual es de 2404 milímetros. El mes más lluvioso es junio, con un promedio de 408 mm de precipitación, y el más seco es febrero, con 54 mm de lluvia.